# أماندا جونز
أماندا جونز (بالإنجليزية: Amanda Jones) (و. 1835 – 1914 م) هي كاتِبة، وشاعرة، ومخترِعة أمريكية، ولدت في إيست بلومفيلد، توفيت عن عمر يناهز 79 عاماً، بسبب إنفلونزا.